# المعبر (حجر)

'

تعديل مصدري - تعديل

المعبر هي إحدىٰ قرى عزلة الجول بمديرية حجر التابعة لمحافظة حضرموت، بلغ تعداد سكانها 65 نسمة حسب تعداد اليمن لعام 2004.